# Pan Sonic
Pan Sonic – fińska grupa muzyczna założona w 1993 r. wydająca muzykę elektroniczną oraz eksperymentalną.
Zespół tworzą Mika Vainio oraz Ilpo Väisänen. Artyści inspiracje czerpią z muzyki industrial, reggae oraz hip-hop lat 80. Początkowo używając pseudonimu Panasonic zwrócili oni uwagę przedsiębiorstwa o tej samej nazwie. Rozwiązaniem problemu było usunięcie przez zespół litery a (Pan Sonic).

## Dyskografia

### Albumy
- 1995 – Vakio
- 1997 – Kulma
- 1999 – A
- 2000 – Aaltopiiri
- 2003 – V
- 2004 – Kesto
- 2007 – Katodivaihe / Cathodephase

### EP'ki / Single
- 1994 – Panasonic EP
- 1996 – Osasto EP
- 1998 – Arctic Rangers
- 1998 – Medal
- 1999 – B
- 2001 – Motorlab #3